# آيت عمو (أفورار لوطا)
آيت عمو هو دُوَّار يقع بجماعة أفورار، إقليم أزيلال، جهة بني ملال خنيفرة في المملكة المغربية. ينتمي الدوّار لمشيخة أفورار لوطا التي تضم 5 دواوير. يقدر عدد سكانه بـ 1082 نسمة حسب الإحصاء الرسمي للسكان والسكنى لسنة 2004.

## وصلات خارجية
- البوابة الوطنية للجماعات الترابية
- المندوبية السامية للتخطيط